# Rob Poell
Rob Poell (Enschede, 6 augustus 1957) is een voormalig Nederlands voetballer. Hij speelde in het Nederlandse betaalde voetbal bij FC Twente en SC Heracles.

## Loopbaan
Op 18-jarige leeftijd werd hij jeugdinternational en hij nam in mei en juni 1976 met Oranje deel aan het Europees kampioenschap in Hongarije. Na de zomer werd hij toegevoegd aan de selectie van FC Twente. Zijn optreden in de Eredivisie bleef beperkt tot een wedstrijd. Hij kwam op 18 september 1976 als invaller voor Jan Jeuring binnen de lijnen in de uitwedstrijd tegen PSV.
Na het seizoen 1976/77 vertrok hij naar SC Heracles dat uitkwam in de Eerste divisie. Direct na zijn komst werd hij een vaste waarde voor de Almelose club.
Het hoogtepunt in zijn elfjarig verblijf bij Heracles was het kampioenschap in de Eerste divisie in 1984 met promotie naar de Eredivisie.
Poell nam in 1988 afscheid als profvoetballer. Hij speelde 341 competitieduels voor Heracles waarin hij 46 keer scoorde. Hij voetbalde nog vier seizoenen voor SC Enschede dat uitkwam in de Hoofdklasse, het hoogste amateurniveau. Daarna werd hij trainer in het amateurvoetbal. 

## Wedstrijdstatistieken
| Seizoen | Club            | Competitie     | wed. | goals |
| ------- | --------------- | -------------- | ---- | ----- |
| 1976/77 | FC Twente       | Eredivisie     | 1    | 0     |
| 1977/78 | Heracles Almelo | Eerste divisie | 36   | 8     |
| 1978/79 | Heracles Almelo | Eerste divisie | 26   | 5     |
| 1979/80 | Heracles Almelo | Eerste divisie | 30   | 7     |
| 1980/81 | Heracles Almelo | Eerste divisie | 31   | 7     |
| 1981/82 | Heracles Almelo | Eerste divisie | 33   | 7     |
| 1982/83 | Heracles Almelo | Eerste divisie | 27   | 3     |
| 1983/84 | Heracles Almelo | Eerste divisie | 31   | 3     |
| 1984/85 | Heracles Almelo | Eerste divisie | 33   | 5     |
| 1985/86 | Heracles Almelo | Eredivisie     | 28   | 1     |
| 1986/87 | Heracles Almelo | Eerste divisie | 34   | 0     |
| 1987/88 | Heracles Almelo | Eerste divisie | 32   | 0     |
| Totaal  | Totaal          | Totaal         | 342  | 46    |